# Honda Hornet
La Hornet o CB 600F è una motocicletta prodotta dalla casa giapponese Honda, nelle cilindrate 250, 600 e 900.

## Hornet 250
Questa moto ha lanciato la serie Hornet nel 1996 ed è rimasta in produzione fino al 2006.

## Hornet 600
Questa moto durante la sua produzione ha avuto varie modifiche
Dal 1998 al 2003

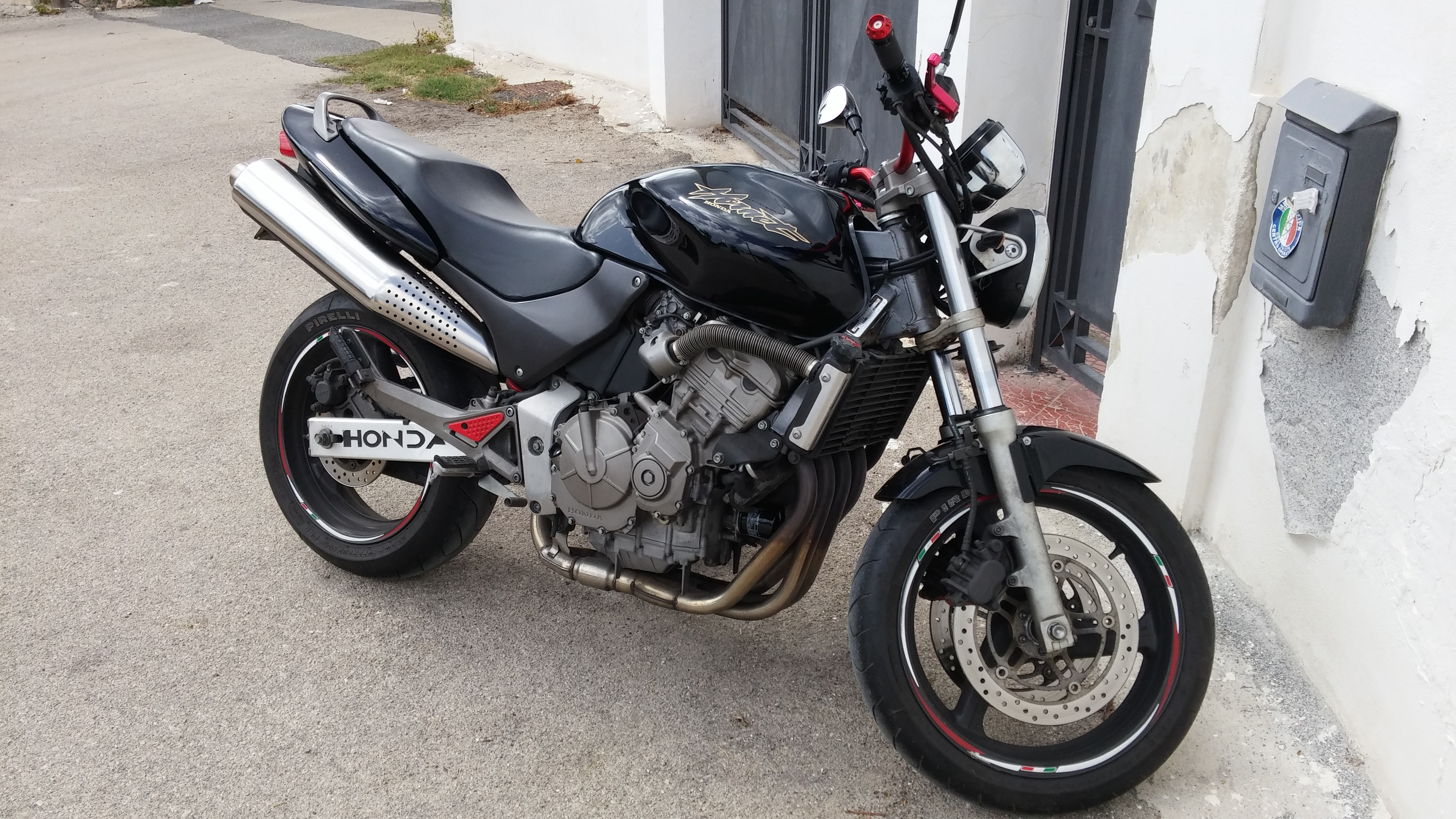
Honda Hornet Modello 2000

La produzione della Hornet inizia nel 1998 con la prima serie. È un esempio motociclistico di naked sportiva e viene subito definita streetfighter, infatti su un telaio leggero viene montato il motore della sportiva CBR 600 1997.
I suoi punti di forza sono la linea pulita, il prezzo economico e le buone prestazioni.
Nel 2000 viene lanciata una nuova versione, la HornetS o CB600S (l'unica costruita in Giappone) , versione turistica dotata di cupolino e qualche cavallo in più, che si affianca alla F ma, anche a causa della linea non riuscitissima, non ne bisserà mai il successo. Contemporaneamente il cerchio anteriore da 16 passa a 17 pollici.
Dal 2003 al 2005
Subisce nel 2003 il primo facelift con il cambio dei fari, della coda, dello scarico, del serbatoio, delle fiancatine ed altre migliorie minori. A parte l'assetto molto più rigido grazie alle nuove forcelle, che ora non finiscono a fondocorsa nelle frenate più violente, poche le modifiche dal punto di vista tecnico che si mantiene fedele all'originale. La versione S non viene aggiornata e verrà venduta fino ad esaurimento delle scorte, quando esce di listino.
Dal 2005 al 2006

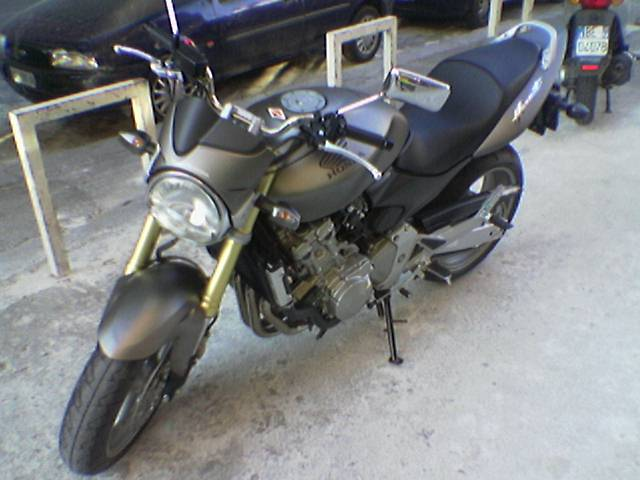
La versione della Hornet del 2006

Nel 2005 avviene l'ultimo cambiamento: la moto viene equipaggiata con un tachimetro di tipo digitale ed un piccolo cupolino e cambia la forcella anteriore che presenta steli di tipo rovesciato, più moderni e sportivi.
A fine 2006 termina la produzione della prima Hornet, contemporaneamente viene presenta la nuova versione (Hornet 2007) che arriva sui mercati europei nel 2007.

## Hornet 900
Nel 2002 viene lanciata la versione di cilindrata maggiore, che verrà commercializzata (in Italia) fino al 2006, le linee anticipano il restyling che la versione 600 subirà l'anno successivo. Il motore deriva dalla Honda CBR 900 RR (CBR 900 Fireblade) a carburatori del 1998, dotato però in questo caso di iniezione elettronica e camme modificate, mentre il telaio, sempre in monotrave d'acciaio e con forma uguale alla 600 ma con spessore maggiorato per sopportare meglio le sollecitazioni date dalla maggiore potenza e coppia. Tale modello è conosciuto come 919, dalla cilindrata effettiva del motore che riporta stampata sullo stesso.

## Caratteristiche in comune a tutti i modelli
Tra le linee guida che hanno sempre contraddistinto la prima serie della Hornet in tutte le sue cilindrate e versioni troviamo:
- Faro tondo (a parte la versione 2007)
- Scarico singolo alto sul lato destro che rasentava l'alloggiamento del passeggero (a parte la versione 900 e la versione 600 del 2007)
- Motore completamente a vista
- Maniglione posteriore (a parte la versione 2007)

La critica maggiore riferita alla Hornet è stata riferita al telaio, che essendo un monotrave in acciaio, non è stato mai abbastanza rigido o comunque è stato sempre considerato inferiore alle concorrenti, in virtù di queste considerazioni nella versione 2007 il vecchio telaio in acciaio è stato sostituito da uno più leggero e rigido in alluminio.